# 울리치

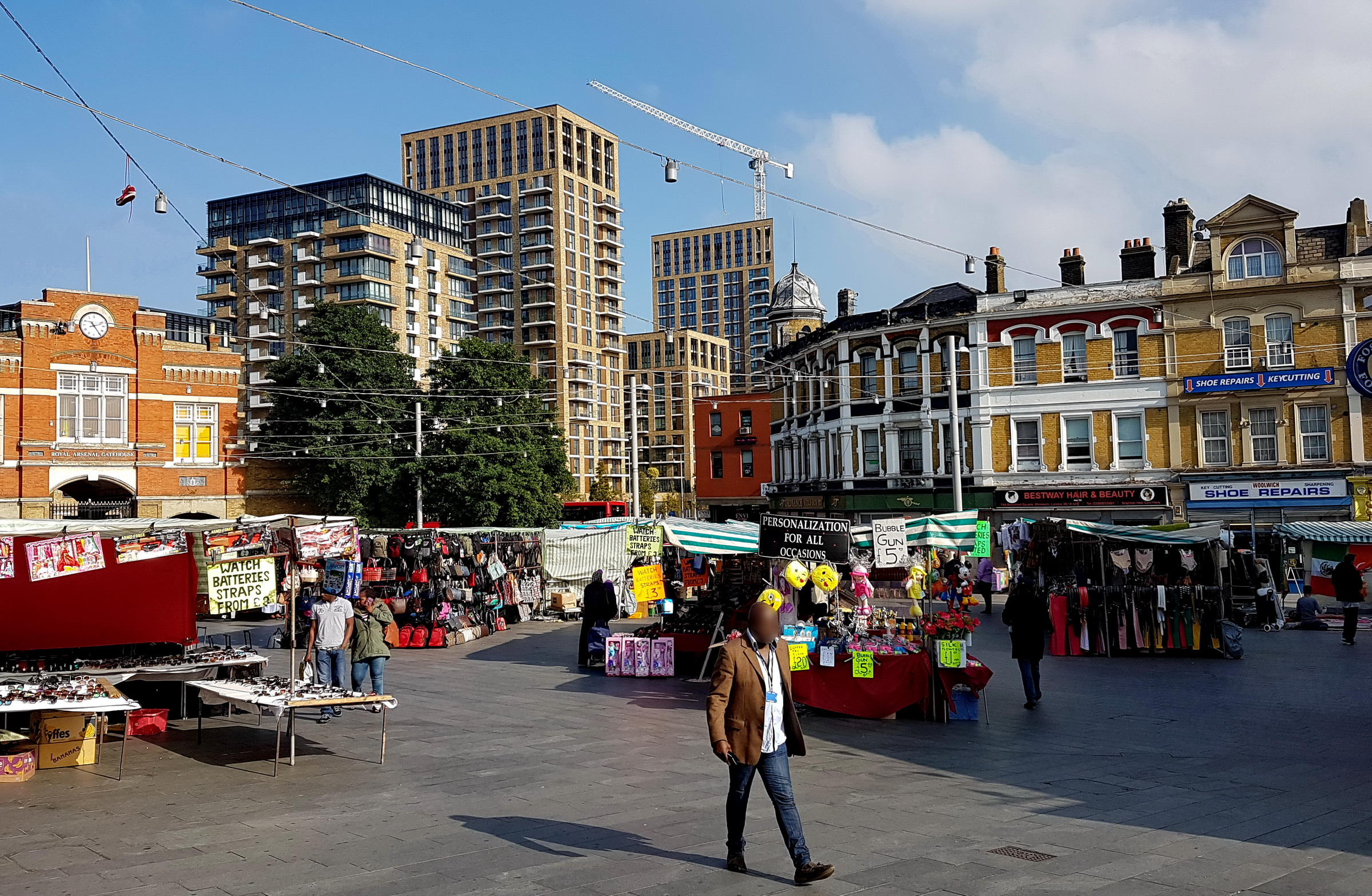

울리치(Woolwich)는 영국 런던의 한 지구이다. 원래는 켄트 주 소속 지역이었으나 19세기 중반 런던으로 편입되면서 행정구역이 변경되었다.